# تیم۱۷
تیم۱۷ (به انگلیسی: Team17) یک شرکت سازنده بازی‌های رایانه‌ای واقع در ایالت یورکشایر در شمال انگلستان است. بیشتر شهرت این شرکت به‌خاطر تولید مجموعه بازی کرم‌ها است اما این شرکت بازی‌های دیگری از جمله قورباغه قهرمان و نژاد بیگانه را ساخته‌است.